# Левченко, Виталий Григорьевич
Вита́лий Григо́рьевич Ле́вченко (род. 28 марта 1972, Ленинабад) — таджикский и украинский футболист, футбольный тренер.

## Карьера игрока

### Клубная карьера
В 1989 году дебютировал за «Худжанд из города Ленинабад который участвовал во Второй лиге первенства СССР. В возрасте 19 лет попал в дубль киевского «Динамо».
В 1994 году он оказался в другой столичной команде — ЦСКА, вместе с «армейцами» играл в Первой лиге и в сезоне 1997/98 вышел в финал кубка Украины (поражение от «Динамо» со счётом 2:1), благодаря чему клуб квалифицировался в Кубок обладателей кубков УЕФА. В еврокубках команда сперва с общим счётом 3:2 обыграла «Корк Сити», а в следующем раунде уступила московскому «Локомотиву» (5:1 в итоге).
Расставшись в 2000 году с ЦСКА, Левченко перешёл в «Таврию», дальнейшую карьеру «двоечка Лёва» провёл в России, где и завершил карьеру в 32 года.

### Национальная сборная
В сборной Таджикистана 24-летний Левченко дебютировал в отборе к Азиатским играм 1998 года. Также Виталий играл в отборе к чемпионату мира 1998, а в последний раз за таджикскую сборную сыграл в 2000 году. За пять лет Левченко сыграл в её составе девять матчей, будучи игроком основы.

## Тренерская карьера
После окончания карьеры игрока Левченко работал в «Княже» вначале как ассистент тренера, но в 2008 году после отставки Виктора Догадайло стал главным тренером команды из Счастливого. Ближайшими помощниками Левченко были утверждены Эдуард Павлов и Денис Иванков. Вывел клуб со второй лиги в первую лигу Чемпионата Украины. В 2009 году, в качестве главного тренера перешёл в клубную академию столичного «Арсенала» и в 2011 году был назначен главным тренером ФК «Еднисть» Плиски, второй лиги.
В период с ноября 2012 года по 2016 год работал ассистентом главного тренера сборной Украины возрастов U-17, U-19 и U-20. В 2014 году вывел молодёжную сборную Украины U-19 в финальную часть чемпионата Европы в Венгрии. В 2015 году с командой U-20, стал участником чемпионата мира, которая проходила в Новой Зеландии
В июне 2016 года Левченко стал тренером сборной Таджикистана до 20 лет и помощником тренера основной сборной Хакима Фузайлова. Впервые, вывел молодёжную сборную Таджикистана U-19 в 1/8 финала чемпионата Азии.
3 июня 2017 года Левченко покинул Таджикистан, чтобы занять тренерскую должность в «Крыльях Советов».
16 апреля 2019 вернулся на историческую родину и был назначен главным тренером ФК «Худжанд». И в своем дебютном году привел команду к серебряным медалям чемпионата страны.
17 февраля 2020 года назначен на пост главного тренера в душанбинский «Истиклол». В 2021 году, впервые в истории таджикского футбола в своем дебюте группового раунда, заняв в группе первое место, вывел команду «Истиклол» в 1/8 финала Лиги чемпионов АФК. В июне 2022 года стороны решили не продлевать контракт.
2 июля 2022 года Левченко возглавил узбекский «Нефтчи Фергана», клуб шёл на 13-м месте в чемпионате. И по итогам 2022 года, вывел команду из зоны вылета заняв в итоге 9 место в чемпионате.
Окончил Киевский государственный университет физического воспитания, Высшую школу тренеров. 12 октября 2022 года получил тренерскую лицензию УЕФА категории PRO.

## Достижения
Как игрок:
- Финалист Кубка Украины по футболу: 1998

Как тренер:
- Победитель Второй лиги Украины группы А: 2007—2008
- Чемпион Таджикистана (2): 2020, 2021
- Обладатель Суперкубка Таджикистана (2): 2020, 2021
- Обладатель Кубка Федерации футбола Таджикистана: 2021[12]
- Серебряный призёр Футбольной национальной лиги: 2018
- Серебряный призёр чемпионата Таджикистана: 2019[13]
- Тренер года в чемпионате Таджикистана: 2020[14], 2021[15]